# Schwärzender Porling
Der Schwärzende Porling, auch Hasel-Porling oder Schwärzende Tramete (Dichomitus campestris), ist eine Pilzart aus der Familie der Stielporlingsverwandten.

## Merkmale
Die Fruchtkörper des Schwärzenden Porlings sind kissenförmig oder resupinat (dem Substrat flach anliegend), 3–5 cm im Durchmesser, 5–10 mm dick und ganz mit Röhren bedeckt (Röhren der Oberseite steril). Die Poren sind unregelmäßig, vieleckig geformt und unregelmäßig groß. Die Länge der Röhren beträgt 1–3 mm, bei mehrjährigen Exemplaren sind die Röhren geschichtet. Die Unterseite der Fruchtkörper ist creme bis hell holzfarben, der Rand wird schnell schwärzlich.

## Ökologie
Der Schwärzende Porling ist ein saprophytischer Holzbewohner (Weißfäuleerreger), der abgestorbene, meist noch stehende Stämme vor allem von Hasel und Eichenarten besiedelt. Er kann ganzjährig in Haselgebüschen und -vorwäldern, Hainbuchen-Eichenwäldern, Hartholzauen und wärmerbedürftigen Eichenmischwäldern gefunden werden. Die Fruchtkörper sind ein- bis mehrjährig.

## Verbreitung
Der Schwärzende Haselporling kommt im Kaukasus, Nordamerika, West- (Spanien, Portugal, Frankreich – dort Eiche als bevorzugtes Substrat), Mittel- und Nordeuropa (bis Hebriden und in Norwegen bis zum 70. Breitengrad), in Osteuropa vom Balkan bis zur Ukraine und in Südrussland vor.

## Bedeutung
Aufgrund der korkig-zähen Fruchtkörper kommt der Porling als Speisepilz nicht infrage. Ebenso ist er als Holzzersetzer forstwirtschaftlich irrelevant.

## Systematik
German Josef Krieglsteiner interpretierte die Art aufgrund ähnlicher mikroskopischer Merkmale als der Gattung Polyporus zugehörig.